# Bahía Málaga
La Bahía Málaga es una bahía del océano Pacífico ubicada al occidente del departamento del Valle del Cauca, en Colombia, entre el delta del río San Juan y la bahía de Buenaventura.
Esta parte de la región pacífica presenta altas temperaturas (25,7 °C en promedio), abundantes lluvias y alta humedad del ambiente (88%), con una pluviosidad media anual de 6.918 mm. La bahía está rodeada de una densa selva húmeda que es hogar de numerosas especies animales, entre ellos 60 especies de ranas, 25 de lagartos y 52 de serpientes, y a nivel acuático, de varias especies de corales y octocorales, 8 especies de tiburones, 22 de rayas y 348 de peces óseos; debido a su enorme variedad faunística y florística, se creó a su alrededor en el año 2010 el Parque nacional natural Uramba Bahía Málaga.
La principal base naval de la Armada Nacional de Colombia en el Pacífico se ubica en el acceso a esta bahía.